# Longgang, Guangdong
Longgang är ett stadsdistrikt i den subprovinsiella staden Shenzhen i provinsen Guangdong i sydöstra Kina. Befolkningen uppgick till 3 979 037 vid folkräkningen 2020.  Det ligger omkring 120 kilometer sydost om provinshuvudstaden Guangzhou.
Longgang blev ett självständigt distrikt den 1 januari 1993, från att tidigare tillhört Bao'an.

## Administrativ indelning
Longgang är indelat i elva stadsdelsdistrikt (jiedao).
| Namn      | Kinesiska | Befolkning (2020) |
| --------- | --------- | ----------------- |
| Bantian   | 坂田街道  | 538 912           |
| Baolong   | 宝龙街道  | 329 516           |
| Buji      | 布吉街道  | 447 950           |
| Henggang  | 横岗街道  | 286 311           |
| Jihua     | 吉华街道  | 239 934           |
| Longcheng | 龙城街道  | 498 266           |
| Longgang  | 龙岗街道  | 353 212           |
| Nanwan    | 南湾街道  | 417 421           |
| Pingdi    | 坪地街道  | 220 309           |
| Pinghu    | 平湖街道  | 398 174           |
| Yuanshan  | 园山街道  | 249 032           |